# Monte de Arcas
Monte de Arcas (en gallego y oficialmente, Monte das Arcas) es una aldea española situada en la parroquia de Morás, del municipio de Arteijo, en la provincia de La Coruña, Galicia.

## Demografía
| Gráfica de evolución demográfica de Monte das Arcas entre 2000 y 2018 |
|                                                                       |
| Datos según el nomenclátor publicado por el INE.                      |